# اسلب سیتی (کالیفرنیا)
اسلب سیتی (به انگلیسی: Slab City) یک منطقهٔ مسکونی در ایالات متحده آمریکا است که در کالیفرنیا واقع شده‌است.